# Brändholmen, Raseborg
Brändholmen är en ö i Finland. Den ligger i Finska viken och i kommunen Raseborg i landskapet Nyland, i den södra delen av landet. Ön ligger omkring 76 kilometer väster om Helsingfors.
Öns area är 4,3 hektar och dess största längd är 360 meter i sydöst-nordvästlig riktning.